# Saadallah Wannous
Saadallah Wannous (en árabe: سعد الله ونوس‎)‎; 27 de marzo de 1941 - 15 de mayo de 1997)‎; fue un escritor, y dramaturgo sirio.

## Biografía
Nació en la villa de Hussein al-Bahr, Tartús, de la secta de los alauistas, donde recibió su primera educación. Estudió periodismo en El Cairo, Egipto; y luego sirvió como editor de las Secciones de arte y cultura del periódico sirio Al-Baath y en el libanés As-Safir. También ocupó durante muchos años, la dirección en la Administración de Música y Teatro de Siria. A finales de los años sesenta, viajó a París donde estudió teatro y se encontró con varias corrientes, tendencias y escuelas de escenario europeo. Su carrera como dramaturgo había comenzado a principios de los años sesenta con varias obras breves (de un acto) que se caracterizaban por la exhibición de su tema fundamental: la relación entre el individuo y la sociedad y sus autoridades.

## Vida personal
Su hija Dima Wannous es una periodista, escritora, y novelista. Y su esposa Fayezeh Shawish, una actriz.

## Deceso
El 15 de mayo de 1997, falleció de cáncer, tras resistir cinco años.

## Algunas publicaciones
- الحياة أبدا  Nunca vida - (1961) (publicado en 2005 post mortem).
- ميدوزا تحدق في الحياة La Medusa mirando la vida (1964).
- فصد الدم Sangre coagulada (1964).
- عندما يلعب الرجال Cuando los hombres juegan (1964).
- جثة على الرصيف Un cadáver en la acera (1964).
- مأساة بائع الدبس الفقير La tragedia de los pobres (1964).
- حكايا جوقة التماثيل Coro de estatuas (1965).
- لعبة الدبابيس Juego de pinball (1965).
- الجراد Langostas (1965).
- المقهى الزجاجي Café de cristal (1965).
- الرسول المجهول في مأتم أنتيجونا El mensajero desconocido en la Antígona (1965).
- حفلة سمر من أجل خمسة حزيران Fiesta de verano para el 5 de junio (1968).
- الفيل، أوه ملك الوقت El Elefante, Oh Rey del Tiempo, (1969).[4]
- مغامرة رأس المملوك جابر Aventuras del Jefe Mamluk Jaber (1971
- الملك هو الملك El Rey es el Rey, (1977).
- رحلة هانثالا من النوم إلى الوعي El viaje de Hanthala del sueño a la conciencia, (1978).
- الاغتصاب La violación, (1989).
- شظايا من التاريخ Fragmentos de la historia, (1994).
- طقوس الإشارات والتحولات Rituales de señales y transformaciones, (1994)
- أحلام بائسة Sueños miserables, (1995).
- يوم من عصرنا Un día de nuestro tiempo, (1995).
- ميراج ملحمة Épica y espejismo, (1996).